# Orlando Gibbons
Orlando Gibbons (bautizado el 25 de diciembre de 1583-5 de junio de 1625) fue un compositor, músico y organista renacentista  inglés. Considerado como una figura de transición entre el Renacimiento y el Barroco.
Se le recuerda principalmente como compositor de música sacra.  Sin embargo, desde el resurgimiento de la música antigua, se ha prestado mayor atención a sus otras composiciones, con sus obras para teclado defendidas por Glenn Gould, mientras que sus madrigales y fantasías para viola son populares entre los conjuntos de música antigua. Para el siglo XXI, casi toda su música ha sido publicada y grabada.

## Biografía
Gibbons nació en Oxford y fue bautizado en St. Martin. La familia Gibbons se remonta a Richard Gibbons (f. 1577).   El hijo de Richard, William, probablemente nació en 1540 y en algún momento se casó con Mary, cuyo apellido de soltera se desconoce.  En 1567, William se convirtió en wait en Cambridge.  De 1580 a 1588 vivió en Oxford, donde fue concejal y jefe del ayuntamiento. El padre de Gibbons había vivido previamente en Cambridge, y alrededor de 1588, cuando Orlando tenía entre 4 y 5 años, la familia Gibbons regresó a Cambridge y Guillermo retomó su puesto allí.
Orlando nació en una familia de músicos: no solo su padre era músico, sino que su hermano mayor, Edward, era compositor y maestro del Coro del King's College de Cambridge.  Su segundo hermano, Ellis, fue un compositor prometedor, pero murió prematuramente, y su tercer hermano, Ferdinando, finalmente tomó el lugar de su padre como Wait.  No se sabe mucho más sobre la juventud de Orlando Gibbons, pero al haber nacido en una familia de músicos, es casi seguro que recibió instrucciones sobre un instrumento de teclado y quizás la viola. A la edad de 12 años, se convirtió en miembro del Coro de Eduardo de King's el 14 de febrero de 1596.  Fue miembro regular del coro hasta algún momento del trimestre de Michaelmas  de 1598. En el trimestre de Pascua (trimestre de verano) del mismo año se matriculó en el King's College, Cambridge como sizar, lo que significa que pagó tarifas reducidas pero tuvo que realizar varias tareas menores.  De 1598 a 1599, el nombre de Gibbons apareció esporádicamente en los registros de los miembros del coro, lo que sugiere que, si bien no fue un error administrativo, continuó cantando de vez en cuando, tal vez en ocasiones especiales.
A partir de 1604 es nombrado organista en la Capilla Real de Jacobo I, luego Bachelor of Music en Cambridge (1606), más tarde Músico de Cámara del rey (1619) y finalmente organista de la abadía de Westminster (1623). 
Su notable contribución al desarrollo de la música de la época se dio gracias a su hermosa y genial obra para teclado y voz destinada a los oficios religiosos. Por tales motivos, en 1622 es nombrado Doctor en Música en Oxford. Muere tres años después, el 5 de junio, en Canterbury, en cuya catedral hay un monumento dedicado a su memoria.

### Música
Fue uno de los compositores ingleses más versátiles de su tiempo. Escribió varias obras para tecla, así como treinta fantasías para violas, un buen número de madrigales (el más conocido es "The Silver Swan") y muchos populares himnos religiosos. Su música de coro se distingue por su gran habilidad de contrapunto, combinada con su don para la melodía. Su más conocido himno es “This is the record of John”, que marca un texto de Adviento solo para tenor o contratenor, alternando con todo el coro. El solista debe tener una considerable facilidad técnica en determinados puntos y a la vez debe expresar la fuerza retórica del texto sin ser rimbombante. También puso en polifonía dos series mayores de Vísperas, el Short Service y el Second Service. El anterior incluye una bellamente expresiva Nunc dimittis y el posterior es una composición extendida, que combina versos y secciones enteras. Los himnos completos de Gibbons incluyen el expresivo O Lord, in thy wrath, y el anthem para el día de la Ascensión O clap your hands together para ocho voces.
Contribuyó con seis piezas a la primera colección impresa de música de teclado en Inglaterra, Parthenia (fue el más joven de los tres contribuyentes), publicada en 1611. Las obras sobrevivientes de Gibbons para tecla comprenden unas 45 piezas. La fantasía polifónica y las formas de danza son los géneros mejor representados. La escritura de Gibbons exhibe gran habilidad en contrapunto de tres y cuatro partes. La mayoría de las fantasías son complejas, piezas multiseccionales, que tratan muchos temas imitativamente. La aproximación de Gibbons a la melodía en fantasías y danzas muestra una capacidad para un casi ilimitado desarrollo de simples ideas musicales, lo que se muestra en obras como la pavana en re menor y la pavana y gallarda de Lord Salisbury.

## Media
The Silver Swanⓘ